# ليفي شيروود
ليفي شيروود (بالإنجليزية: Levi Sherwood)‏ هو منافس ألعاب قوى نيوزيلندي، ولد في 22 أكتوبر 1991 في نيوزيلندا.

## وصلات خارجية
- ليفي شيروود على موقع ألعاب إكس (مؤرشف) (الإنجليزية)

- الموقع الرسمي